# 法布里斯·弗拉于泰兹

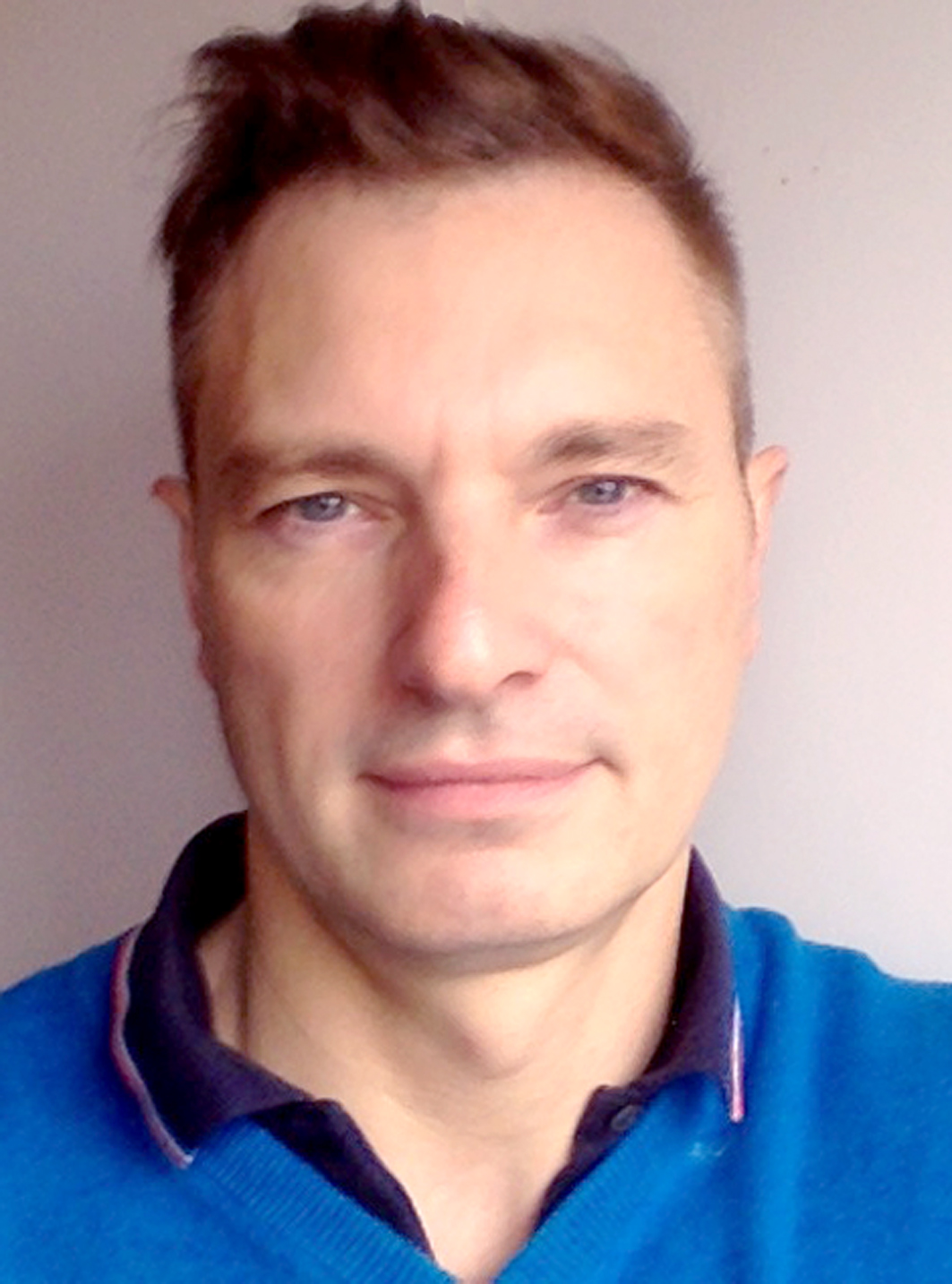
法布里斯·弗拉于泰兹

法布里斯·弗拉于泰兹（法語：Fabrice Flahutez；1967年—），出生于迪尼。法国历史学家、巴黎第十大学南泰尔大学的艺术史教授，2019年任职于法国里昂大学- 圣埃蒂安大学艺术史教授. 在法国，他于 2023 年获得了最负盛名的大学荣誉之一——法兰西大学学院。

## 经历
他在2004年完成当代艺术史博士论文。
2007年任教于法国卢浮宫学院（Ecole du Louvre）艺术通史专业。
2009年任教于巴黎政治大学(Sciences Po)当代艺术史专业。
2013年任教于巴黎索邦大学（Université Paris 1 Panthéon-Sorbonne）人文学院。
2013-2016年任巴黎第十大学（Université Paris Nanterre）艺术史系研究主任。
以及巴黎索邦大学、巴黎南特尔大学、格勒诺布尔大学等选拔委员会成员。
曾于2009年及2017年获得由法国文化部主管的造型艺术研究中心- 艺术评论及理论研究基金。
曾承担多项国家及国际合作重点课题及项目：
2020年作为国际咨询委员会成员参与纽约大都会艺术博物馆和泰特现代美术馆伦敦于2021年秋季联合举办的展览“全球超现实主义”（Global Surrealism）。
2016-2019年，作为项目合作方参与法国国家科研署（Agence Nationale de la Recherch）支持项目“Isidore Isou, l’art à la lettre”，成为Labex Arts-H2H卓越实验室未来投资计划的一部分。
2016-2018年，作为项目主持人参与法国国家科研署（Agence Nationale de la Recherch）、蓬皮杜现代美术馆、法国国家图书馆、德国Leipzig大学等机构支持的研究项目“字母派及其时代：情境化论文”（Le lettrisme et son temps: essai de contextualisation）、“画廊，收藏家和讲解员视角下的超现实主义”（Le surréalisme au regard des galeries, des collectionneurs et des médiateurs）。
2011-2012年参与国家社科基金“遗产，博物馆学和数字服务”并负责遗产，博物馆学和数字化项目。

## 出版物
出版学术专著：
2020《当代肖像学：当代艺术表现手法》（Iconologie contemporaine: approches de l’œuvre d’art à l’époque contemporaine）
2014 《约瑟夫·达杜恩，防护屏障》（Joseph Dadoune, Barrière protectrice）
2014 《Isidore Isou的图书馆，字母派一瞥》（Isidore Isou’s Library. A certain look on lettrism）
2013 《居伊·德波的电影生产》（La fabrique du cinéma de Guy Debord）
2012 《隐秘的居伊·德波》（Undercover Guy Debord）
2011 《安德烈·马森的图书馆，考古学》（La bibliothèque d’André Masson. Une archéologie）
2011 《曾经前卫的字母派》（Le lettrisme historique était une avant-garde）
2007 《新世界与新神话，流放美国的超现实主义之异化》（Nouveau Monde et Nouveau Mythe : mutations du surréalisme de l’exil américain à l’Ecart absolu）